# ソウル消防災難本部
ソウル消防災難本部（ソウルしょうぼうさいなんほんぶ）は、大韓民国ソウル特別市を管轄区域とする消防本部である。本部はソウル特別市中区文化の家通り12（芸場洞6-7）にある。

## 役割
ソウル特別市行政機構設置条例第18条により以下のように定められている。
1. 消防行政、火災の予防・警戒及び鎮圧に関する事項
2. 消防施設の維持、ガスなど危険物安全管理に関する事項
3. 緊急救助・救急に関する事項
4. ソウル総合防災センター運営

## 沿革
- 1972年 – ソウル消防本部設置。（中部（現在の鍾路）、永登浦、龍山、城東（現在の広津）の4署[1]）
- 1983年7月18日 – 消防教育隊発足（※条例制定日）。
- 1986年9月22日 – 消防教育隊が消防学校に昇格。
- 1983年4月22日 – ソウル特別市航空消防隊条例設置条例制定（のちに“航空隊”に改称）。
- 1986年12月15日 – ソウル特別市青瓦台消防隊設置条例制定。
- 1998年8月12日 – 消防本部と民防衛災難管理局を統合し消防防災本部を設置。
- 2002年3月22日 – ソウル総合防災センターを設置[2]。
- 2008年1月1日 – 消防災難本部に改称。

## 本部組織
- 消防災難本部長（消防正監）
  - 消防行政課（課長は地方消防准監。以下同じ）
  - 災難対応課
  - 予防課
  - 安全支援課
  - 消防監査班（班長は地方消防正）
  - 119特殊救助隊（隊長は地方消防領）

## 装備
- 高架車：25
- 屈折車：28
- 放水塔車：2
- ポンプ車：142
- 水槽車：133
- 化学車：22
- 除毒化学車：4
- 救急車：140
- 救助工作車：23
- 救助バス：24
- 指揮車：23
- 排煙車：15
- 照明照煙車：12
- 化生防車等：82
- 貨物車：33
- 油槽車：1
- 教育用車：5
- 行政車：76
- オートバイ：154
- トレーラー：25
- 消防ヘリ：3
- 救助艇：2

（ソウル消防災難本部「2010主要業務計画」より）

## ソウル総合防災センター
災害・災難、民防衛警報を総括して指揮統制をする。所長は地方消防准監。場所はソウル特別市中区芸場洞文化の家通11（山4番地5号）にある。

### 下部組織
- 総合状況室（室長は地方消防正など）
- 資源管理課（課長は地方消防領）
- 電算通信課（課長は地方消防領）
- 民防衛警報統制所

## 消防署
地方消防正の署長の下、119安全センター、119救助隊、水難救助隊を所管する。ソウル特別市には衿川区を除く各区ごとに24の消防署がある。

### 下部組織
（二交替勤務の消防署）
- 消防行政課（課長は地方消防領）
- 対応管理課（課長は地方消防領）
- 予防課（課長は地方消防領）

（三交替勤務の消防署）
- 消防行政課（課長は地方消防領）
- 現場指揮隊（第1指揮隊長は地方消防領、第2・3指揮隊長は地方消防警）
- 予防課（課長は地方消防領）

### 消防署一覧
各消防署及び所属119安全センターの名称、所属119救助隊・水難救助隊の有無は以下の通り。太字は消防署と兼用。
| 消防署       | 119安全センター                                  | 119救助隊 | 水難救助隊 |
| ------------ | ------------------------------------------------ | --------- | ---------- |
| 鍾路消防署   | 世宗路、新橋、鍾路、蓮建、新営、崇仁             | ○         | ×          |
| 中部消防署   | 舞鶴、乙支路、忠武路、新堂、会賢                 | ○         | ×          |
| 城東消防署   | 杏堂、往十里、聖水、金湖                         | 〇        | ×          |
| 広津消防署   | 九宜、陵洞、中谷                                 | ○         | ○          |
| 龍山消防署   | 漢江路、梨泰院、厚岩、二村、西氷庫               | ○         | ×          |
| 東大門消防署 | 長安、清涼里、典農、龍頭、徽慶                   | ○         | ×          |
| 中浪消防署   | 新内、面牧、忘憂、中和                           | ○         | ×          |
| 永登浦消防署 | 永登浦、堂山、汝矣島、大林、新吉                 | ○         | ○          |
| 城北消防署   | 鍾岩、敦岩、吉音、長位                           | ○         | ×          |
| 道峰消防署   | 放鶴、道峰、倉洞                                 | ○         | ×          |
| 江北消防署   | 樊洞、牛耳、彌阿、三角山                         | ○         | ×          |
| 蘆原消防署   | 下渓、上渓、孔陵、月渓、水落                     | ○         | ×          |
| 恩平消防署   | 津寛、碌磻、葛峴、駅村、水色                     | ○         | ×          |
| 西大門消防署 | 延禧、北加佐、弘恩、渼芹                         | ○         | ×          |
| 麻浦消防署   | 新水、塩里、西橋、城山、上岩、孔徳               | ○         | ×          |
| 江南消防署   | 三成、論峴、駅三、水西、開浦                     | ○         | ×          |
| 瑞草消防署   | 盤浦、方背、良才、瑞草、蚕院、牛眠               | ○         | ×          |
| 冠岳消防署   | 冠岳、奉天、新林、蘭谷                           | ○         | ×          |
| 銅雀消防署   | 銅雀、鷺梁津、上道、白雲                         | ○         | ×          |
| 江西消防署   | 登村、禾谷、鉢山、傍花、開花                     | ○         | ×          |
| 陽川消防署   | 陽川、新亭、木洞、新月、シントゥリ               | ○         | ×          |
| 江東消防署   | 城内、千戸、高徳、岩寺、吉洞                     | ○         | ×          |
| 松坡消防署   | 馬川、蚕室、巨余、総合運動場、芳夷、可楽         | ○         | ×          |
| 九老消防署   | 高一、九老、公団、高尺、水宮、禿山、始興、新道林 | ○         | ×          |

## ソウル特別市消防学校
消防公務員の教育訓練を行う。
学校長は消防准監。場所はソウル特別市瑞草区教育院通27（瑞草洞391番地）にある。

### 下部組織
- 教育支援課（課長は地方消防正）
- 人材開発課（課長は地方消防正）
- 消防科学研究センター（センター長は地方消防領）
- 救助救急教育センター（センター長は地方消防領）

## ソウル特別市青瓦台消防隊
韓国大統領府である青瓦台内の火災の予防・警戒・鎮圧の業務を遂行する。
隊長は地方消防領。場所はソウル特別市鍾路区青瓦台前通50（世宗路1番地）にある。

## ソウル特別市航空隊
空からの火災鎮圧、人命救助だけでなく、無許可建造物取締りのための航空写真撮影や、自然環境保存のための取締り・調査活動、交通情報の提供なども行っている。
隊長は地方消防領。場所はソウル特別市江西区航空路678（五谷洞244番地）にある。

### 下部組織
- 行政班（班長は地方消防尉。以下同じ）
- 運航班
- 整備班